# Sint-Michielscollege (Brussel)

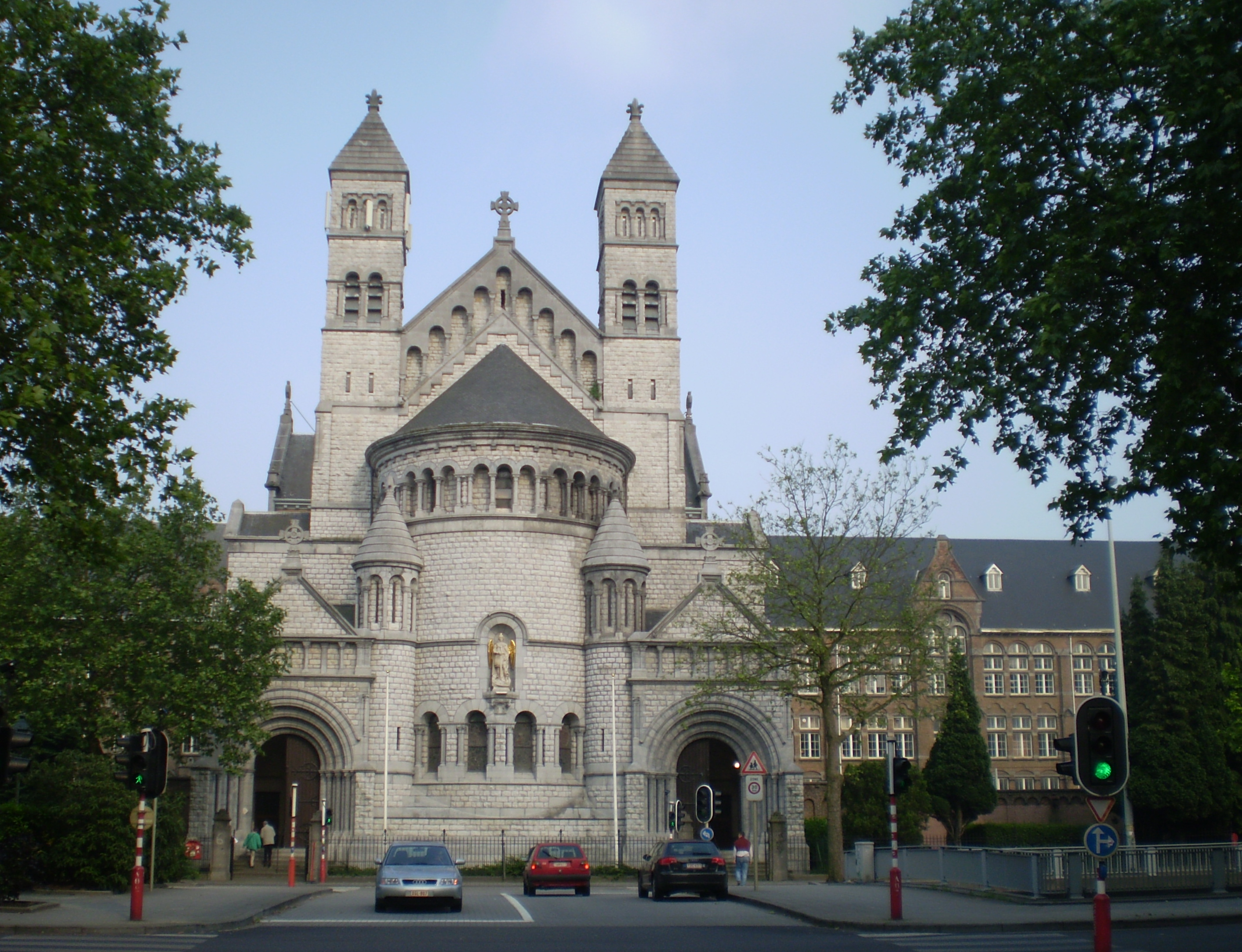
Het Collège Saint-Michel met de Sint-Jan-Berchmanskerk

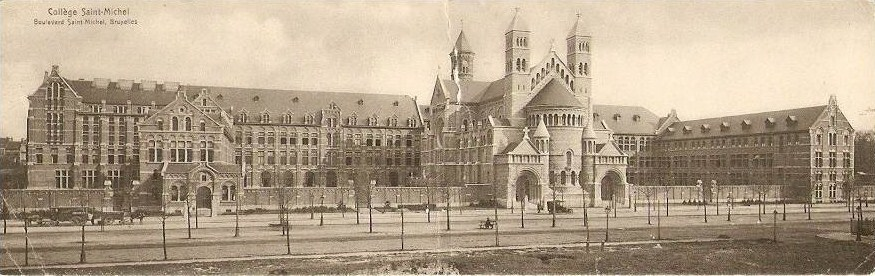
Panoramisch zicht op de afgewerkte nieuwbouw (1912)

Het Sint-Michielscollege van Brussel (Frans: Collège Saint-Michel) is tegenwoordig een Franstalige katholieke middelbare school in Etterbeek. Ze huist in een indrukwekkend gebouw uit 1905. De inrichtende macht is de jezuïetenorde, hoewel de meeste leraars tegenwoordig leken zijn.

## Voorgeschiedenis
De jezuïeten zijn sinds 1586 in Brussel aanwezig en richtten er in 1604 een eerste college op. Dit sloot de deuren na de pauselijke afschaffing van de orde in 1773. Zestig jaar later maakten ze een bescheiden herintrede in de stad, wat in 1835 leidde tot de opening van een nieuw college in het voormalige Huis van Horne (Ursulinenstraat).
Dit Sint-Michielscollege groeide uit tot een school voor 800 leerlingen met een internaat, een kerk en een Genootschap der Bollandisten. De behuizing werd krap, en na een onteigening voor de Noord-Zuidverbinding werd in 1900 besloten om aan de rand van de stad opnieuw te beginnen. In weerwil van de aanvankelijke plannen bleef het oude college bestaan, zij het vanaf 1921 onder een andere naam: Sint-Jan Berchmanscollege. Het kreeg een Nederlandstalige sectie en werd in 1953 exclusief Nederlandstalig.

## Verhuis en verdere evolutie
Het nieuwe Franstalige Sint-Michielscollege verrees op een zes hectaren groot terrein in Etterbeek (aangekocht in juni 1902). De architecten Alphonse Gellée en Joseph Prémont ontwierpen de neogotische gebouwen en de neoromaanse Sint-Jan-Berchmanskerk, ingewijd in 1912. Al in 1908 was de grote boulevard waaraan het nieuwe college lag omgedoopt tot Sint-Michielslaan. Er was opnieuw een internaat en ruimte voor de bollandisten, die de hele noordvleugel kregen toegewezen. Dit was voortaan de zetel van het in 1607 in Antwerpen opgerichte genootschap dat heiligenlevens kritisch bestudeert. Ze brachten er onder meer hun wetenschappelijke bibliotheek onder (tegenwoordig 500.000 titels).
In 1961 werd het internaat afgeschaft en in 1968 deden de eerste vrouwelijke leerkrachten hun intrede. Op meisjesleerlingen was het nog wachten tot 1981. Sinds 1972 heeft ook het Institut d'Etudes Théologiques zijn intrek genomen op de site. Het geeft boeken uit onder de naam Lessius en de tijdschriften Nouvelle Revue théologique en Vie Consacrée.

## Beroemde oud-leerlingen
- Léon de Lantsheere (1862-1912), politicus
- Paul Otlet (1868-1944), bibliograaf, theosoof en pacifist
- Joseph Pholien (1884-1968), premier
- Raoul Hayoit de Termicourt (1893-1970), magistraat
- Georges Lemaître (1894-1966), astronoom en bedenker van de Big Bangtheorie
- Etienne Carton de Wiart (1898-1948), 97e bisschop van Doornik
- Adrien van den Branden de Reeth (1899-1980), magistraat en minister
- Antoine Allard (1907-1981), schilder en vredesactivist
- Thomas Owen (pseudoniem van Gérald Bertot, 1910- 2002), schrijver[2]
- André Waterkeyn (1917-2005), ingenieur en ontwerper van het Atomium[3]
- Rudolf van Oostenrijk (1919-2010), aartshertog[4]
- Jacques Van der Biest (1929-2016), priester en verdediger van de Marollen
- Juan Cassiers (1931-2010), ambassadeur
- Jacques van Ypersele de Strihou (1936), kabinetschef van de koningen Boudewijn en Albert II
- François Weyergans (1941-2019), schrijver[5]
- John Goossens (1944-2002), bedrijfsleider
- Charles Picqué (1948), politicus en burgemeester van Sint-Gillis[6]
- Vladimir Pletser (1956), fysicus-ingenieur bij de ESA
- Olivier Maingain (1958), politicus en burgemeester van Sint-Lambrechts-Woluwe
- Bernard Hislaire (1959), stripauteur
- Bernard Coulie (1959), rector van de UCLouvain
- Alain Deneef (1960), politicus
- Filip van België (1960), koning
- Benoît Cerexhe (1961), politicus[7]
- Laurent van Saksen-Coburg (1963), prins[8]
- Yvan Verougstraete (1975), ondernemer en politicus
- Hamza Fassi-Fihri (1976), politicus
- Henri PFR (pseudoniem van Henri Peiffer, 1995), DJ, muzikant en componist
- Amadou Onana (2001), voetballer

## Voetnoten
1. ↑  Thomas Coomans, "L’église Saint-Jean-Berchmans du Collège Saint-Michel (1908-1912), au cœur d’un projet pédagogique et identitaire jésuite", in: Bernard Stenuit (red.), Les collèges jésuites de Bruxelles: histoire et pédagogie (1604-1835-1905-2005), Brussel: Éditions Lessius, 2005, p. 399-430.
2. ↑  (fr) OWEN Thomas. Service du Livre Luxembourgeois. Gearchiveerd op 31 maart 2023. Geraadpleegd op 21/10/2023.
3. ↑  Portrait: le père des neuf boules de métal, lesoir.be, 2 december 2002
4. ↑  Une messe en l'honneur de Rodolphe de Habsbourg, rtbf.be, 18 mei 2010
5. ↑  Interview de François Weyergans, rtbf.be
6. ↑  Le parcours de Charles Picqué, charlespicque.info
7. ↑  A Woluwe-St-Pierre, Benoît Cerexhe, lesoir.be, 24 oktober 1988
8. ↑  Laurent, l'enfant trop peu gâté, lesoir.be, 9 april 2011